# Les Temps nouveaux
Les Temps nouveaux war eine 1895 von Jean Grave gegründete anarchistische Zeitschrift. Sie war Nachfolgerin der Zeitschrift La Révolte.

## Geschichte
Die erste Ausgabe von Les Temps nouveaux erschien am 4. Mai 1895 mit einer Auflage von 18.000 Exemplaren. Der Titel (deutsch etwa: Die Neuen Zeiten) stammte von der Feministin Céline Renooz. Zu den regelmäßigen Autoren zählten – neben dem Herausgeber Jean Grave – Peter Kropotkin, Élisée Reclus, Bernard Lazare, Octave Mirbeau, Nadar und Christiaan Cornelissen. Die Zeichnungen und Illustrationen besorgten unter anderem František Kupka, Paul Signac, Maximilien Luce, Théophile-Alexandre Steinlen und Charles Angrand.
Am 1. August 1914 erschien die letzte Ausgabe von Les Temps nouveaux. Durch die Mobilmachung nach Beginn des Ersten Weltkriegs verlor die Zeitschrift viele Leser und musste die Herausgabe aus finanziellen Gründen einstellen. Bei Ende des Erscheinens im August 1914 waren 982 Ausgaben und zwei Sonderausgaben erschienen. Les Temps nouveaux publizierte zudem 72 Broschüren mit Auflage von mehreren tausend Exemplaren.
Die meisten der Mitwirkenden der Zeitschrift sammelten sich in der Union sacrée des Ersten Weltkriegs, insbesondere um das Manifest der Sechzehn und um die Veröffentlichungen des Mai 1916 und Juni 1919, die bulletins favorables der Union sacrée und wandten sich damit gegen die deutsche Aggression und die anarchistischen Traditionen von Antimilitarismus und grundsätzlicher Opposition gegen jede Partei internationaler militärischer Konflikte.
Die Zeitschrift erschien von 1916 bis 1921 wieder. Ab 1919 beteiligte sich Grave jedoch nach einem Streit zwischen der Herausgebergruppe und ihm nur noch minimal an der Zeitschrift.